# Aloe dyeri
Aloe dyeri é uma espécie de liliopsida do gênero Aloe, pertencente à família Asphodelaceae.